# Riesenrad
Wiener Riesenrad (tyska Riesenrad, jättehjul),  är ett berömt pariserhjul i nöjesparken Prater i Wien i Österrike. Det har en höjd på 64 meter och konstruerades 1897 av den engelske ingenjören Walter B. Basset. Härifrån har man en vid utsikt över Wien och landsbygden däromkring.
Riesenrad är berömt från filmen Den tredje mannen (1949), där Orson Welles och Joseph Cotten gjorde en åktur i detta pariserhjul. Även James Bond har åkt med Riesenrad i filmen Iskallt uppdrag från 1987 med Timothy Dalton och Maryam d'Abo. Ytterligare en känd filmscen från Riesenrad kommer från Richard Linklaters independentfilm Bara en natt (1995), där paret kysser varandra för första gången i en gondol som stannat högst upp.